# Drlupa (miasto Kraljevo)
Drlupa (cyr. Дрлупа) – wieś w Serbii, w okręgu raskim, w mieście Kraljevo. W 2011 roku liczyła 120 mieszkańców.